# Енріко Берре
Енріко Берре (італ. Enrico Berrè; нар. 10 листопада 1992 року, Рим, Італія) — італійський фехтувальник на шаблях, срібний призер Олімпійських ігор 2020 року, чемпіон світу та Європи.

## Виступи на Олімпіадах
| Олімпіада  | Дисципліна          | Місце |
| ---------- | ------------------- | ----- |
| Токіо 2020 | індивідуальна шабля | 7     |
| Токіо 2020 | командна шабля      | 2     |